# Raymond Brown (baloncestista)
Raymond Brady Brown (Atlanta, Georgia; 5 de julio de 1965) es un exjugador de baloncesto estadounidense que desarrolló la mayor parte de su carrera profesional en distintos clubes europeos principalmente de España e Italia.

## Carrera
Inició su trayectoria jugando en la Universidad Estatal de Misisipi de la NCAA para posteriormente hacerlo en la Universidad de Idaho.
Su primer equipo como profesional fueron los Utah Jazz de la NBA con los que disputó 16 partidos en la temporada 1989-90.
Tras jugar la temporada 1990-91 en los Rapid City Thrillers de la CBA, se decide a dar el salto a Europa y ficha por el OAR Ferrol de la liga ACB con el que cuaja una excelente temporada anotando más de 17 puntos y capturando 9 rebotes por partido.
Tras aquella temporada, Brown se establece definitivamente en España jugando un total de 4 temporadas consecutivas en la ACB, defendiendo los colores las dos primeras del Elosua León y posteriormente las del Cáceres C.B. manteniendo en todas ellas unos excelentes números por encima de los 15 puntos y en torno a los 8 rebotes de media por encuentro.
La temporada 1996-97 la inicia en las filas del Limoges de la LNB francesa, pero una lesión le hace perderse gran parte de la misma. Al final de dicha temporada regresa a España para jugar en las filas del 7Up Joventut de Badalona en sustitución del Anicet Lavodrama pero no convence al entrenador y tras la disputa de 4 partidos es sustituido por Gerald Madkins.
Su última experiencia en las filas de un conjunto de la ACB se produce en la temporada 1997-98 en la que defendió los colores del Baloncesto Fuenlabrada en el que volvió a ser uno de los jugadores más destacados de la plantilla con 16,7 y 6,5 rebotes por partido.
La temporada 1998-99 recala en el Sicc Jesi de la LEGA italiana, competición en la que permanecería casi hasta el final de su carrera deportiva jugando además de en el Jesi, en el Fabriano Basket (1999-00) y en el Mabo Livorno (2000-01).
Se retiró tras jugar su última temporada como profesional (2001-2002) en las filas del Atenas de Córdoba de la liga argentina donde coincidió entre otros con el mítico Marcelo Milanesio y con el entonces jovencísimo Walter Herrmann.